# Operation WinBack
Operation WinBack (WinBack: Covert Operations) est un jeu vidéo de tir à la troisième personne sorti en 1999 sur Nintendo 64 et en 2001 sur PlayStation 2. Le jeu a été développé par Omega Force et édité par Koei.
C'est un jeu de tir subjectif dans lequel Le joueur prend le contrôle des personnages de l'équipe du S.C.A.T. (équipe d'actions stratégiques secrètes) pour reprendre le contrôle du centre de développement spatial qu'un groupe terroriste, les Lions Hurlants, a pris d'assaut après que celui-ci fut déserté par ses occupants à la suite d'un rayon d'énergie l'ayant détruit.
En 2006, le jeu a eu une suite, Operation WinBack 2: Project Poseidon sur PlayStation 2 et Xbox.

## Les équipes
1. Le S.C.A.T. est un groupe ultra secret de spécialistes anti-terroristes formes sous l'égide du président pour répondre aux actions terroristes menaçant la sécurité nationale.
2. Les Lions Hurlants est le mouvement radical de la libération de la Zarozcie. Bon nombre de ses membres sont d'origine Zarozcienne, mais le groupe compte également des criminels et mercenaires venant de tous les coins du monde. Il ne s'agit absolument pas d'un organisme militaire organisé.

## Les Personnages du SCAT
1. Jean Luc Cougar. C'est un ancien membre d'une équipe urbaine du SWAT, il est âgé de 27 ans. Sa capacité a garder le tête froide dans les situations même les plus difficiles lui ont permis de s'imposer comme leader de l'équipe de frappe rapide du S.C.A.T. Il trouve plus facile de s'exprimer par les gestes que par les mots et bénéficie du plus grand respect des jeunes membres de l'équipe.
2. Lisa Robert. C'est le seul membre féminin du S.C.A.T., de grand-mère Japonaise, elle se vante d'avoir un esprit combatif puissant. Après avoir obtenu son diplôme de psychologie, elle rejoint la police nationale américaine (N.B.I.). Après l'avoir observe au combat pendant une session d'entrainement a l'académie du NBI, On lui offre un poste avec le S.C.A.T.
3. Jake Hudson. Ancien dur de l'armée, Jake s'engage dans le SCAT en même temps que Jean-Luc Cougar. Il n'y a pas plus courageux que lui au monde et ses aptitudes au combat et au tir égalent celles de Jean-Luc.
4. Daniel Stewart. C'est le commandant du SCAT. Il a acquis grâce à sa vaste expérience la confiance et le respect de son équipe.
5. Law Bruford. Ancien soldat dans la Marine. Personne n'a jamais réussi à le vaincre au cours d'un combat au corps a corps.
6. Matt Brown. Vétéran de l'équipe et ex-officier de l'armée de l'air. C'est également un ancien boxeur.
7. Steven Legal. Officier général de l'équipe, il a suivi la majorité de sa formation auprès des services secrets britanniques.
8. Mike Hawkins. Expert en démolition, il est extrêmement doué au désamorçage des pièges.
9. Thomas Smith. Expert en communication. Il connaît toutes les facettes de l'électronique de pointe.
10. Keith Smith. Médecin militaire, le plus jeune membre de l'équipe.

## Les personnages du groupe terroriste les lions hurlants
Même si la majorité des noms des membres ne sont pas donnés, on peut citer le nom des boss qui eux sont donnés.
1. Kenneth Coleman. Cet ex-officier de l'armée Zarozcienne est aujourd'hui le leader d'un groupe terroriste portant le nom des lions hurlants. Les terroristes qu'il dirige, le nomment colonel.
2. Cecile Carlyle. La simple mention de la main de Coleman suffit à faire trembler les plus coriaces des criminels. Il est recherché pour avoir commis des crimes de guerre à travers le monde entier.
3. Hard Luck Lisa. C'est une tueuse sans pitié, fana de la musculation, capable de brandir sans difficulté les mitraillettes les plus énormes.

## Les armes
Les armes, peu nombreuses, sont un revolver (avec et sans silencieux), une mitraillette, un fusil a pompe et une katioucha.

## Éléments de jeu
Le jeu contient également des caisses en bois permettant de se protéger durant quelques instants (car celles-ci se détruisent au fur et à mesure des impacts de balles dans leur corps), des caisses explosives et des bidons en fer permettant de vous faciliter la tache.
On y trouve également des rayons lasers et d'autres petits pièges.

## Modes de jeu
Mise à part le mode scénario proposant 31 niveaux et 3 fins différentes, le joueur peut aussi faire un match à mort pouvant inclure quatre joueurs différents, et des modes duels (20 niveaux disponibles).

## Accueil
- Jeuxvideo.com : 15/20[1]